# 五太子の滝
五太子の滝（ごたいしのたき）別名「鳴滝」は福井県福井市五太子町にある滝である。

## 概要
五太子地区の由来は、応神天皇の末裔が住んでいたとの由来からきている。滝の水音が、鼓を打つ響きに似ているところから「鳴滝」とも呼ばれている。国道から滝までの遊歩道があり梅雨や納涼の時期にはアジサイが周辺に咲く。

## アクセス
- 福井県道183号上一光大丹生線

## 余談
- 五太子の滝近くの廃校跡はパナウェーブ研究所が一時本拠地としていた事があり、一時ニュースのソースになりこの滝の知名度が上がった。